# Cabo Wabo
Cabo Wabo es el nombre de una cadena de bares y restaurantes con sedes en Cabo San Lucas, México; Harvey's Lake Tahoe, Nevada; Las Vegas, Nevada y Hollywood, California.
También es una popular marca de tequila. Fue fundado por el cantante y guitarrista estadounidense Sammy Hagar. La sede de Cabo San Lucas es considerada como uno de los sitios de encuentro más populares de la localidad, atrayendo clientes principalmente adultos debido a su selección de música rock.